# Meglio meno, ma meglio
Meglio meno, ma meglio (in russo Лучше меньше, да лучше?, Lučše men'še, da lučše), è una delle ultime opere di Vladimir Lenin, scritta il 2 marzo 1923; è un proseguimento de "Come possiamo riorganizzare il Rabkrin". Pubblicato per la prima volta sul quotidiano Pravda il 4 marzo 1923. Le parole "meglio meno, ma meglio" sono successivamente entrate nella lingua russa come unità fraseologica, il che significa "la buona qualità è più importante della grande quantità".

## Idee chiave
L'articolo formula i principi leninisti della selezione del personale per le istituzioni statali sovietiche:
(Vladimir Lenin, Meglio meno, ma meglio)
In una rassegna di politica estera, Vladimir Lenin osserva che il movimento di liberazione nazionale dei popoli oppressi dei paesi coloniali e dipendenti è diventato una forza antimperialista attiva:
(Vladimir Lenin, Meglio meno, ma meglio)
L'articolo fissa il compito di industrializzare l'URSS e indica le modalità per la sua attuazione:
(Vladimir Lenin, Meglio meno, ma meglio)
Sulla base dei desideri di Lenin, espressi nell'articolo, il Comitato Centrale del RCP(b) ha sviluppato tesi sulla riorganizzazione e il miglioramento del lavoro delle istituzioni centrali del partito. Il Politburo del Comitato Centrale, tenutosi il 21 e il 24 febbraio 1923, adottò le tesi con emendamenti e inserì la questione organizzativa come punto speciale all'ordine del giorno del futuro XII Congresso del Partito. Si prevedeva di aumentare il numero dei membri del Comitato Centrale da 27 a 40. La presenza dei membri del Presidium della Commissione Centrale di Controllo ai Politburo del Comitato Centrale e la presenza di tre rappresentanti permanenti della Commissione Centrale di Controllo sono stati introdotti i Presidio di quest'ultimo alle riunioni del Politburo. Le tesi indicavano che tutte le questioni fondamentali dovrebbero essere poste in discussione nei Politburo del Comitato Centrale e il Politburo dovrebbe presentare a ciascun plenum una relazione sulle sue attività nel periodo passato. Il XII Congresso del Partito ha adottato una risoluzione sulla questione organizzativa e una risoluzione sui compiti dell'ILC e della Commissione centrale di controllo, ha ampliato la composizione del Comitato centrale e della Commissione centrale di controllo e ha creato un organo congiunto della Commissione centrale di controllo - l'ILC.

## Giudizi
Nikolaj Buсharin credeva che nell'articolo "Meglio meno, ma meglio", Lenin fosse impegnato a sviluppare il suo piano in due direzioni, che sono legate alla direttiva del sindacato dei lavoratori e dei contadini e alla direttiva dell'economia. Crede che questi piani includano l'industrializzazione e la cooperazione della popolazione. Bucharin osserva che, dopo aver sollevato la questione che:
(Nikolaj Bucharin, In memoria di Il'ič. Su una strada noiosa. Il testamento politico di Lenin. Programma di ottobre)
Lenin poi chiede:
(Vladimir Lenin)
; e risponde:
(Nikolaj Bucharin, In memoria di Il'ič. Su una strada noiosa. Il testamento politico di Lenin. Programma di ottobre)
Il Sovietologo americano Adam Ulam credeva che nel suo articolo "Meglio meno, ma meglio" Lenin parlasse più acutamente tanto quanto n "Come possiamo riorganizzare il Rabkrin", parlasse dello stato delle cose a Rabkrin e cerca indirettamente di criticare Iosif Stalin, che per ultimo ha guidato questa autorità:
(Adam Ulam, Bolscevichi. Cause e conseguenze del colpo di stato del 1917)
Il pubblicista e scrittore russo Aldanov valuta l'articolo di Lenin come segue:
(Mark Aleksandrovic Aldanov, Bol'šaja Lubjanka)
Candidato di filologia, professore associato del Dipartimento di lingue straniere n. 2 dell'Università statale di Soči Svetlana Kegeyan e dottore in filologia, dottore in scienze pedagogiche, professore e capo del dipartimento di filologia russa dell'Università statale di Soči Aleksandra Vorožbitova nota che a livello di elocuzione del discorso ideologico leninista un posto di rilievo è occupato da tali mezzi folcloristici di espressività linguistica come unità fraseologiche e proverbi, come esempio dei quali citano quanto segue dall'articolo Meglio meno, ma meglio: è necessario prendere la mente in tempo.
Dottore in filologia, professore del Dipartimento di metodi di insegnamento della lingua e della letteratura russa A.P. Romanenko richiama l'attenzione sul fatto che Lenin nel suo articolo "pensa all'RCT, un organismo di controllo progettato per combattere la burocrazia". Andrej Romanenko osserva che per questa organizzazione, secondo Lenin, sono necessari quadri speciali, che il primo, nella sua stessa terminologia, definisce OP1 (oratore di primo tipo), e devono essere coltivati per estromettere i burocrati con l'aiuto di P1 (retori del primo tipo). Romanenko sottolinea anche che allo stesso tempo, Lenin contrappone P1 e P2; Ad esempio, sarebbe molto indesiderabile se il nuovo Commissariato del popolo fosse composto secondo un modello, ad esempio, dal tipo di persone della natura di funzionari, o con l'eccezione di persone che hanno la natura di agitatori, o con l'eccezione di persone il cui tratto distintivo è la socialità o la capacità di infiltrarsi in ambienti non particolarmente comuni a questo tipo di lavoratori, ecc.
Lenin nel suo articolo è alla ricerca di nuovi principi e meccanismi di costruzione dello stato sovietico basati sulla dipendenza dalle masse, la lotta contro la burocrazia e lo studio dell'esperienza di gestione avanzata nei paesi stranieri.